# Eric Linden
 (mars 2019).
Si vous disposez d'ouvrages ou d'articles de référence ou si vous connaissez des sites web de qualité traitant du thème abordé ici, merci de compléter l'article en donnant les références utiles à sa vérifiabilité et en les liant à la section « Notes et références ».
Pour les articles homonymes, voir Linden.
Ne pas confondre avec le lutteur suédois Erik Lindén (1911-1992).
Eric Linden est un acteur américain, né le 15 septembre 1909 à New York (État de New York), mort le 14 juillet 1994 à Laguna Beach en Californie.

## Biographie
Au cinéma, Eric Linden (d'ascendance suédoise) contribue à trente-trois films américains, le premier sorti en 1931. Il se retire définitivement après un dernier film sorti en 1941.
Dans l'intervalle, mentionnons The Crowd Roars d'Howard Hawks (1932, avec James Cagney et Joan Blondell), Robin des Bois d'El Dorado de William A. Wellman (1935, avec Warner Baxter et Bruce Cabot), ainsi que A Family Affair de George B. Seitz (1937, avec Lionel Barrymore et Cecilia Parker).
Eric Linden joue également au théâtre et se produit notamment à Broadway dans deux pièces, Faust de Johann Wolfgang von Goethe (1928, avec Douglas Montgomery et Gale Sondergaard), puis Ladies' Money de George Abbott (1934, avec Jerome Cowan et Garson Kanin).
Depuis 1960, pour sa contribution au cinéma, une étoile lui est dédiée sur le Walk of Fame d'Hollywood Boulevard.

## Filmographie complète
- 1931 : Are These Our Children de Wesley Ruggles et Howard Estabrook : Edward « Eddie » Brand
- 1932 : Young Bride de William A. Seiter : Charlie Riggs
- 1932 : The Roadhouse Murder de J. Walter Ruben : Chick Brian
- 1932 : The Crowd Roars d'Howard Hawks : Edward « Eddie » Greer
- 1932 : The Age of Consent (en) de Gregory La Cava : Duke Galloway
- 1932 : La vie commence (Life Begins) de James Flood et Elliott Nugent : Jed Sutton
- 1932 : Big City Blues de Mervyn LeRoy : Bud Reeves
- 1932 : Afraid to Talk d'Edward L. Cahn : Eddie Martin
- 1933 : The Past of Mary Holmes d'Harlan Thompson et Slavko Vorkapich : Geoffrey Holmes
- 1933 : Sa femme (No Other Woman) de J. Walter Ruben : Joe Zarcovia
- 1933 : Grand Bazar (Sweepings) de John Cromwell : Freddie Pardway
- 1933 : La Chaîne d'argent (The Silver Cord) de John Cromwell : Robert Phelps
- 1933 : Flying Devils (en) de Russell Birdwell : Bud Murray
- 1934 : I Give My Love de Karl Freund : Paul Vajda Jr. (à 21 ans)
- 1935 : Born to Gamble (en) de Phil Rosen : Earl Mathews
- 1935 : Robin des Bois d'El Dorado (The Robin Hood of El Dorado) de William A. Wellman : Johnnie « Jack » Warren
- 1935 : L'Ennemi public no 1 (Let 'Em Have It) de Sam Wood : Buddy Spencer
- 1935 : La Joyeuse Aventure (Ladies Crave Excitement), de Nick Grinde : Bob Starke
- 1935 : Impétueuse Jeunesse (Ah, Wilderness!) de Clarence Brown : Richard
- 1936 : Old Hutch (en) de J. Walter Ruben : David « Dave » Jolly
- 1936 : Péché de jeunesse (In His Steps) de Karl Brown : Tom Carver
- 1936 : The Voice of Bugle Ann de Richard Thorpe : Benjy Davis
- 1936 : Career Woman de Lewis Seiler : Everett Clark
- 1937 : Girl Loves Boy de W. Duncan Mansfield (en) : Robert Conrad
- 1937 : Secrets de famille (A Family Affair) de George B. Seitz : Wayne Trent III
- 1937 : Un vieux gredin (The Good Old Soak) de J. Walter Ruben : Clemmie Hawley
- 1937 : Sweetheart of the Navy de W. Duncan Mansfield (en) : Eddie Harris
- 1938 : Here's Flash Casey (en) de Lynn Shores (en) : Flash Casey
- 1938 : La Fille adoptive (Romance of the Limberlost) de William Nigh : Wayne
- 1938 : Midnight Intruder d'Arthur Lubin : John Clark Reitter Jr.
- 1939 : Everything's on Ice (en) d'Erle C. Kenton : Leopold Eddington
- 1939 : Autant en emporte le vent (Gone with the Wind) de Victor Fleming, George Cukor et Sam Wood : Le soldat couché amputé
- 1941 : Criminals Within (en) Joseph H. Lewis : Caporal Greg Carroll

## Théâtre à Broadway (intégrale)
- 1928 : Faust de Johann Wolfgang von Goethe : He-Ape
- 1934 : Ladies' Money de (et mise en scène par) George Abbott : Eddie

## Galerie photos

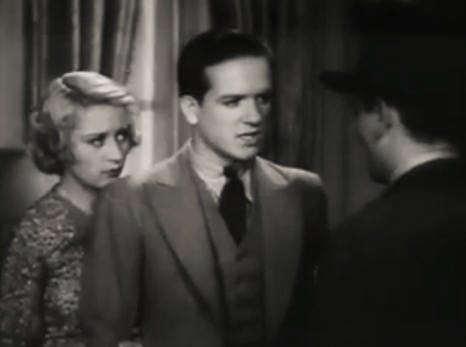
Avec Joan Blondell et James Cagney (de dos), dans The Crowd Roars (1932)
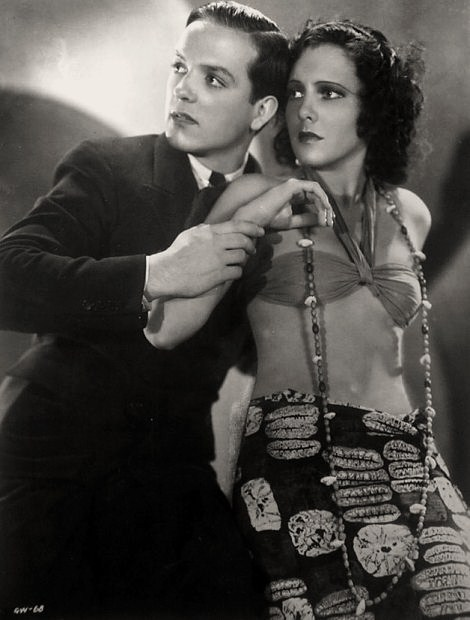
Avec Jean Arthur, dans The Past of Mary Holmes (1933, photo promotionnelle)
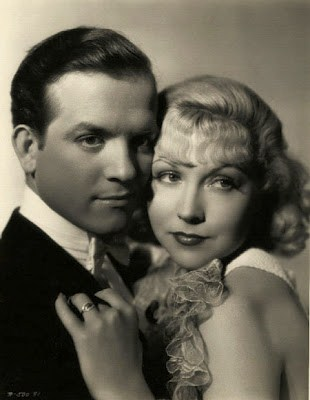
Avec Joyce Compton, dans L'Ennemi public no 1 (1935, photo promotionnelle)
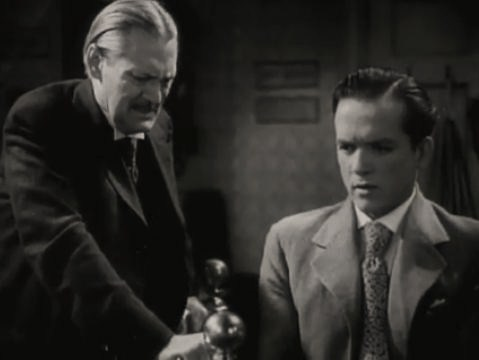
Avec Lionel Barrymore, dans Impétueuse Jeunesse (1935)
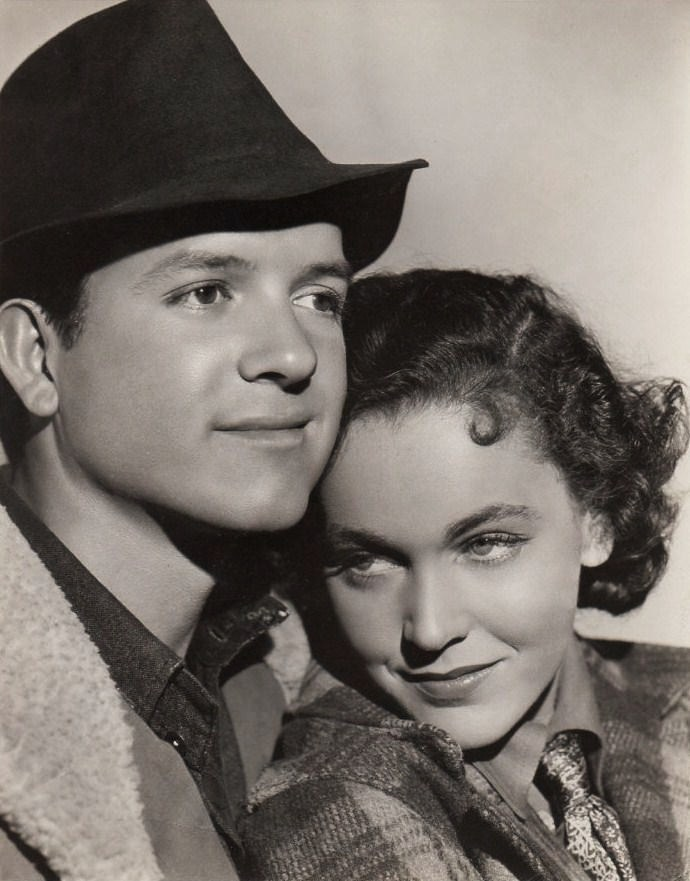
Avec Maureen O'Sullivan, dans The Voice of Bugle Ann (1936, photo promotionnelle)
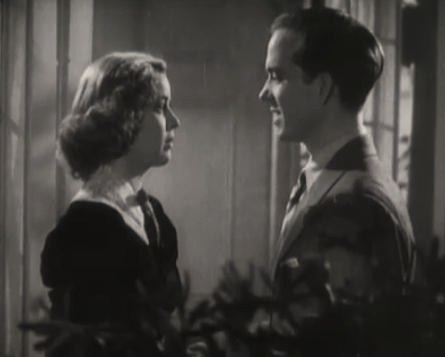
Avec Cecilia Parker, dans A Family Affair (1937)